# (14699) Klarasmi
(14699) Klarasmi (2000 AV239) – planetoida z pasa głównego asteroid okrążająca Słońce w ciągu 4,69 lat w średniej odległości 2,8 j.a. Odkryta 6 stycznia 2000 roku.